# Kohorta (wojsko)
Kohorta (łac. cohors) – jednostka taktyczna armii rzymskiej licząca 3 manipuły, czyli 6 centurii. Odpowiednik ilościowy współczesnego batalionu. Legion liczył ich dziesięć. W czasach Juliusza Cezara liczyła 600 ludzi. Za cesarstwa rzymskiego pierwsza kohorta legionu, cohors miliaria, liczyła 800 żołnierzy, pozostałe, cohortes quingenariae, po 480. Kohorty nie miały w normalnych warunkach własnego dowódcy, lecz były w czasie walki dowodzone przez najwyższego stopniem centuriona.
Kohorta jako jednostka taktyczna powstała w wyniku reform Mariusza przeprowadzonych około 108 roku p.n.e. Znosiła system manipułowy i podział legionistów na hastati, principes i triarii (choć w nomenklaturze rzymskiej nazwy te pozostały, lecz oznaczały po prostu poszczególne, identycznie wyposażone kohorty). Wraz ze zniesieniem „klas” żołnierzy ujednolicono uzbrojenie.
Pierwsza wzmianka o kohorcie pojawia się u Polibiusza, a dotyczy walk w Hiszpanii prowadzonych przez Scypiona Afrykańskiego Starszego w czasie II wojny punickiej. Wzmianka ta pokazuje, że koncepcja większych związków taktycznych niż manipuł była znana wcześniej, jednak wszyscy historycy są zgodni, że był to jednorazowy zabieg.